# Antidesma polystylum
Antidesma polystylum är en emblikaväxtart som beskrevs av Airy Shaw. Antidesma polystylum ingår i släktet Antidesma och familjen emblikaväxter. Inga underarter finns listade i Catalogue of Life.